# Wikiseek
Wikiseek var en söktjänst som endast visade resultat från Wikipedia och sidor refererade inom Wikipedia.